# 樋口大輝 (1984年生のサッカー選手)
樋口 大輝（ひぐち だいき、1984年4月8日 - ）は、熊本県八代市出身の元サッカー選手、現サッカー指導者。現役時代のポジションはDF。

## 来歴

### 選手
高校時代には九州ユース選抜に、大学時代には九州大学選抜に選ばれるなど、九州学生サッカー界を代表するサイドプレーヤーとして活躍。JFL合同セレクションでのプレーが認められ、2007年シーズンよりJリーグ準加盟チームとなったガイナーレ鳥取に加入。開幕からスターティングメンバーに名を連ね、その後も主力選手として活躍する。
しかし2008年になると出場機会が激減。同年8月4日にガイナーレ鳥取からの退団が発表された。9月30日に佐川印刷SCへの移籍が決定した。
佐川印刷SC移籍後すぐにレギュラーとなり、以降もチームの主力として活躍。2010年シーズン終了後に佐川印刷SCを退団。
2011年から、鳥取時代の監督だったヴィタヤ・ラオハクルが監督を務めているタイ・プレミアリーグのチョンブリーFCに入団。
2012年、タイ・プレミアリーグのウオチョン・ユナイテッドFCへ移籍。
2014年、リージョナルリーグ・ディヴィジョン2（タイ3部）のタイ・ホンダFCへ移籍。在籍した3年間でクラブは3部から1部に昇格を果たした。
2017年から2年間タイ・リーグ3のチャムチュリー・ユナイテッドFCでプレーした後、現役を引退。

### 指導者
2019年より古巣チョンブリーFCのコーチ（分析担当）に就任し、指導者としてのキャリアをスタート。
2020年よりタイ・ホンダFC時代に指導を受けていた滝雅美が監督に就任したチェンライ・ユナイテッドFCのアシスタントコーチに就任。同年9月からタイ・リーグ2のカセサートFCのアシスタントコーチに就任。
2021年5月2日時点でAFC Aライセンスの講習を受講中であるが、8日にタイ・リーグ3 のソンクラーFCの監督に就任することが発表された。11月15日、ソンクラー監督を解任された。この時点で2021-22シーズンのタイ・リーグ3南地域では首位と勝ち点7差の4位につけていた。

## 所属クラブ
- 2000年 - 2002年  熊本県立鹿本高等学校
- 2003年 - 2006年  福岡大学
- 2007年 - 2008年8月  ガイナーレ鳥取
- 2008年9月 - 2010年  佐川印刷SC
- 2011年  チョンブリーFC
- 2012年 - 2013年  ウオチョン・ユナイテッドFC/ソンクラー・ユナイテッドFC
- 2014年 - 2016年  タイ・ホンダFC
- 2017年 - 2018年  チャムチュリー・ユナイテッドFC（英語版）

## 個人成績
| 国内大会個人成績 | 国内大会個人成績 | 国内大会個人成績 | 国内大会個人成績 | 国内大会個人成績 | 国内大会個人成績 | 国内大会個人成績 | 国内大会個人成績 | 国内大会個人成績 | 国内大会個人成績 | 国内大会個人成績 | 国内大会個人成績 |
| 年度             | クラブ           | 背番号           | リーグ           | リーグ戦         | リーグ戦         | リーグ杯         | リーグ杯         | オープン杯       | オープン杯       | 期間通算         | 期間通算         |
| 年度             | クラブ           | 背番号           | リーグ           | 出場             | 得点             | 出場             | 得点             | 出場             | 得点             | 出場             | 得点             |
| 日本             | 日本             | 日本             | 日本             | リーグ戦         | リーグ戦         | リーグ杯         | リーグ杯         | 天皇杯           | 天皇杯           | 期間通算         | 期間通算         |
| ---------------- | ---------------- | ---------------- | ---------------- | ---------------- | ---------------- | ---------------- | ---------------- | ---------------- | ---------------- | ---------------- | ---------------- |
| 2004             | 福岡大           | 7                | -                | -                | -                | -                | -                | 1                | 0                | 1                | 0                |
| 2005             | 福岡大           | 7                | -                | -                | -                | -                | -                | 2                | 0                | 2                | 0                |
| 2006             | 福岡大           | 7                | -                | -                | -                | -                | -                | 1                | 0                | 1                | 0                |
| 2007             | 鳥取             | 18               | JFL              | 30               | 1                | -                | -                | 2                | 0                | 32               | 1                |
| 2008             | 鳥取             | 25               | JFL              | 2                | 0                | -                | -                | -                | -                | 2                | 0                |
| 2008             | 佐川印刷         | 4                | JFL              | 8                | 1                | -                | -                | 0                | 0                | 8                | 1                |
| 2009             | 佐川印刷         | 4                | JFL              | 31               | 0                | -                | -                | 2                | 0                | 33               | 0                |
| 2010             | 佐川印刷         | 4                | JFL              | 26               | 1                | -                | -                | 1                | 0                | 27               | 0                |
| タイ             | タイ             | タイ             | タイ             | リーグ戦         | リーグ戦         | リーグ杯         | リーグ杯         | FA杯             | FA杯             | 期間通算         | 期間通算         |
| 2011             | チョンブリー     | 30               | TPL              |                  |                  |                  |                  |                  |                  |                  |                  |
| 2012             | ウオチョンU      | 14               | TPL              |                  |                  |                  |                  |                  |                  |                  |                  |
| 2013             | ソンクラーU      |                  | TPL              |                  |                  |                  |                  |                  |                  |                  |                  |
| 2014             | ホンダ           |                  | Dvi2             |                  |                  |                  |                  |                  |                  |                  |                  |
| 2015             | ホンダ           |                  | Dvi1             |                  |                  |                  |                  |                  |                  |                  |                  |
| 2016             | ホンダ           |                  | Dvi1             |                  |                  |                  |                  |                  |                  |                  |                  |
| 通算             | 日本             | 日本             | JFL              | 97               | 3                | -                | -                | 5                | 0                | 102              | 3                |
| 通算             | 日本             | 日本             | 他               | -                | -                | -                | -                | 4                | 0                | 4                | 0                |
| 通算             | タイ             | タイ             | TPL              |                  |                  |                  |                  |                  |                  |                  |                  |
| 通算             | タイ             | タイ             | Dvi1             |                  |                  |                  |                  |                  |                  |                  |                  |
| 通算             | タイ             | タイ             | Dvi2             |                  |                  |                  |                  |                  |                  |                  |                  |
| 総通算           | 総通算           | 総通算           | 総通算           | 97               | 3                | -                | -                | 9                | 0                | 106              | 3                |

## 指導歴
- 2019年  チョンブリーFC コーチ（分析担当）
- 2020年1月 - 2020年8月  チェンライ・ユナイテッドFC アシスタントコーチ
- 2020年9月 - 2021年2月  カセサートFC アシスタントコーチ
- 2021年5月 - 11月  ソンクラーFC 監督
- 2023年6月 -   ソンクラーFC 監督[10]

## 人物
2014年に「ピース・ボール・アクション・タイランド」を立ち上げて、サッカーを通じた社会貢献活動を行っている。